# Leipziger Räbchen

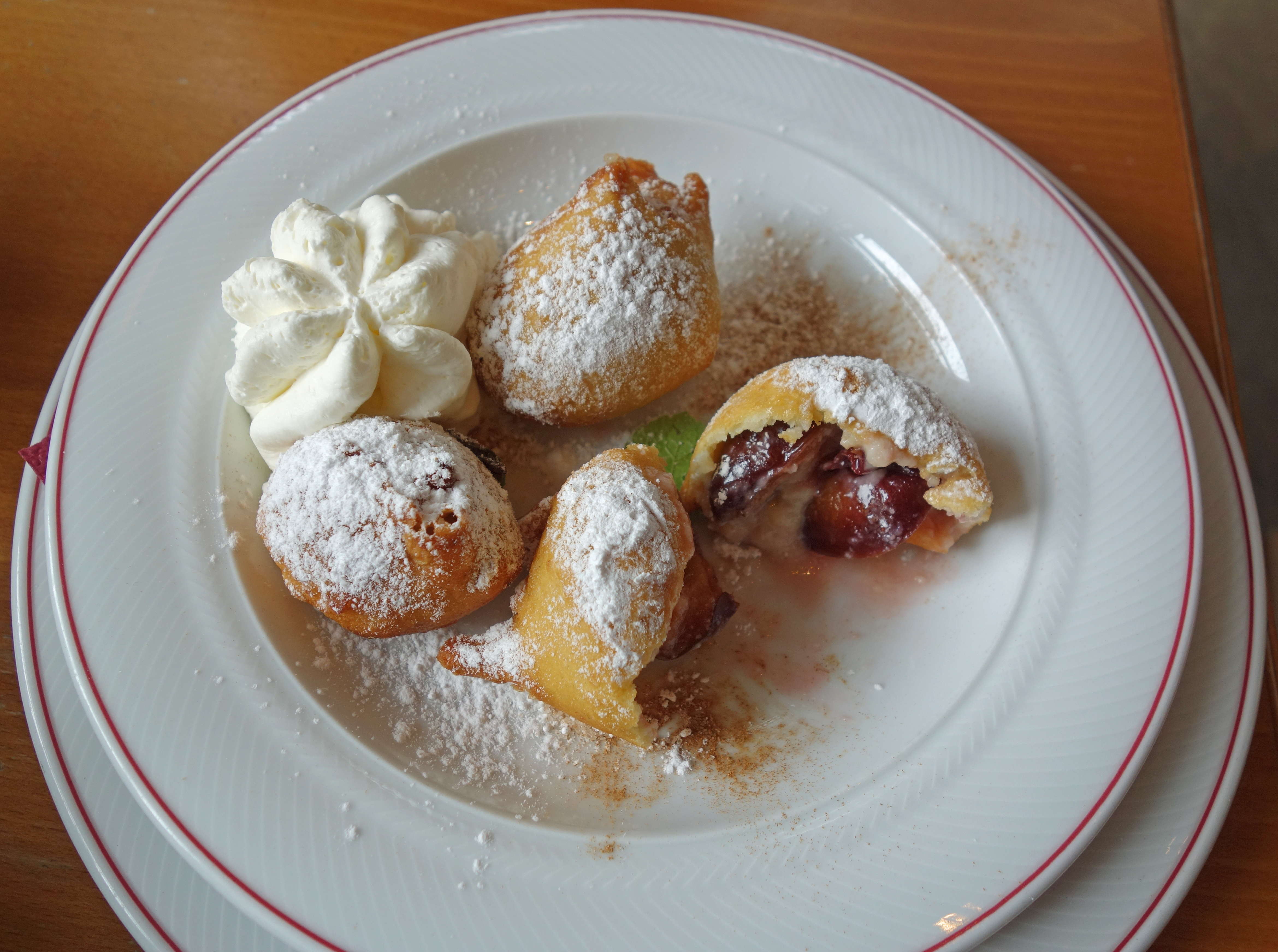
Leipziger Räbchen

Leipziger Räbchen sind eine Süßspeisen-Spezialität der sächsischen Küche, die im 18. Jahrhundert in Leipzig entstand und bereits zur Goethezeit bekannt war. Das Gericht reflektiert ähnlich wie bei der Leipziger Lerche und dem Leipziger Allerlei den vergleichsweise hohen Lebensstandard der Leipziger Bürger im Vergleich zum Umland.
Ein Leipziger Räbchen besteht aus einer entkernten Dörrpflaume, die im Inneren mit Marzipan gefüllt wird. Die Räbchen werden in einem Bierteig gewendet und anschließend in heißem Öl ausgebacken. Sie werden heiß gegessen. Die vergleichsweise teuren Zutaten (neben Dörrpflaumen unter anderem Marzipan) – und die aufwendige Zubereitung in heißem Öl – kennzeichnen die Süßspeise als ein Gericht der bürgerlichen Küche. Bis heute sind Räbchen in vielen Leipziger Traditionsgaststätten zu haben.